# Euchilichthys astatodon
Euchilichthys astatodon es una especie de peces de la familia Mochokidae en el orden de los Siluriformes.

## Morfología
• Los machos pueden llegar alcanzar los18,5 cm de longitud total.

## Reproducción
Es ovíparo.

## Hábitat
Es un pez de agua dulce.

## Distribución geográfica
Se encuentran en África:  cuenca del río Congo en la República Democrática del Congo y Angola.